# Selección masculina de fútbol para ciegos de Argentina
La selección masculina de fútbol para ciegos de Argentina, más conocida como Los Murciélagos, es la selección masculina representativa de Argentina de fútbol 5, en su modalidad adaptada para personas ciegas o con deficiencias visuales, conocido como fútbol para ciegos. Representa a la Argentina en los Juegos Paralímpicos que se realizan cada cuatro años y en los eventos deportivos mundiales organizados por la Federación Internacional de Deportes para Ciegos (IBSA). Se entrenan diariamente en el CeNARD (Centro Nacional de Alto Rendimiento Deportivo) y forman parte de FaDeC (Federación Argentina de Deportes para Ciegos).

## Historia
A partir de la década de 1980 el Instituto Roman Rosell de San Isidro, comienza a desarrollar el fútbol para ciegos en Argentina. En marzo de 1988 se fundó la Federación Argentina  de Deportes para Ciegos (FADEC), que se integró a la Federación Internacional de Deportes para Ciegos (IBSA) fundada en 1981. En 1991 se creó el seleccionado argentino de fútbol para ciegos masculino, que tomaría el nombre de Los Murciélagos en 2002, antes de la final por el Campeonato Mundial que se jugó ese año. En esa oportunidad los jugadores argentinos se enteraron de que la selección argentina de hockey sobre césped femenino había ganado el campeonato mundial y el capitán Silvio Velo dijo: “Ahora vamos nosotros, los murciélagos”.
Hasta la actualidad, Los Murciélagos han conquistado tres campeonatos mundiales (2002, 2006 y 2023), una medalla de oro en los Juegos Mundiales IBSA (2015), tres Grand Prix Mundial (2018, 2019 y 2021), tres medallas de plata (2004, 2020 y 2024) y dos de bronce (2008 y 2016) en los Juegos Paralímpicos, cuatro subcampeonatos mundiales (1998, 2000, 2014 y 2018), cuatro campeonatos de América (1993, 2005, 2017 y 2022), cuatro medallas de plata en los Juegos Parapanamericanos (2007, 2011, 2015, 2019) y tres subcampeonatos de la Copa América (2009, 2013 y 2019)

## Detalle

### Juegos Paralímpicos

#### Plata en Atenas 2004
La selección argentina de fútbol 5 Los Murciélagos ganó la medalla de plata en los Juegos Paralímpicos de Atenas 2004. El equipo estuvo integrado por Gonzalo Abbas Hachache, Julio Ramírez, Lucas Rodríguez, Carlos Iván Figueroa, Diego Cerega, Silvio Velo (c), Eduardo Díaz, Antonio Mendoza, Oscar Moreno y Darío Lencina.
Clasificaron seis países: Argentina, Brasil, Corea del Sur, España, Francia y Grecia. Se jugó una ronda preliminar todos contra todos, que estableció el orden para jugar por la medalla de oro, la de bronce y el quinto lugar. Argentina le ganó a España 2-1, a Grecia 2-1, a Francia 3-0, a Grecia 3-0 y perdió con Brasil 0-2.
Con esos resultados, Brasil y Argentina jugaron el partido por la medalla de oro. En la final ninguno de los equipos pudo marcar goles, debiendo ir a un tiempo suplementario de 20 minutos, en el que tampoco marcaron goles. La medalla debió definirse así por medio de un desempate realizado con penales, en la que prevaleció finalmente Brasil.
| Fútbol 5 Varones | Fútbol 5 Varones | Fútbol 5 Varones | Fútbol 5 Varones | Fútbol 5 Varones |
|                  | País             |                  |                  |                  |
| ---------------- | ---------------- | ---------------- | ---------------- | ---------------- |
| 1                | Brasil           |                  |                  |                  |
| 2                | Argentina        |                  |                  |                  |
| 3                | España           |                  |                  |                  |
| Fuente: IPC.     |                  |                  |                  |                  |

#### Bronce en Pekín 2008
La selección argentina de fútbol 5 Los Murciélagos ganó la medalla de plata en los Juegos Paralímpicos de Pekín 2008. El equipo estuvo integrado por Gonzalo Abbas Hachache, Diego Cerega, Eduardo Díaz, Carlos Iván Figueroa, José Luis Jiménez, Darío Lencina, Gustavo Maidana, Antonio Mendoza, Lucas Rodríguez y Silvio Velo (c).
Clasificaron seis países: Argentina, Brasil, China, Corea del Sur, España y Gran Bretaña. Se jugó una ronda preliminar todos contra todos, que estableció el orden para jugar por la medalla de oro, la de bronce y el quinto lugar. Argentina le ganó a España 2-0, a Gran Bretaña 3-1 y a Corea del Sur 2-0, empatando con Brasil 0-0, pero perdiendo con China 0-1. Este último resultado relegó a Los Murciélagos por un punto, para llegar a la final.
Con esos resultados, Argentina y España jugaron el partido por la medalla de bronce. Si bien Argentina le había ganado a España en la fase preliminar, fue España la que abrió el marcador al minuto de juego. Argentina erró un penal, pero España también. A 8 minutos para el final, el capitán Silvio Velo logró el empate y poco antes de terminar erró un penal que pudo haberle dado el triunfo a Los Murciélagos. Los Murciélagos ganarían la medalla de bronce al imponerse en los penales.
| Fútbol 5 Varones | Fútbol 5 Varones | Fútbol 5 Varones | Fútbol 5 Varones | Fútbol 5 Varones |
|                  | País             |                  |                  |                  |
| ---------------- | ---------------- | ---------------- | ---------------- | ---------------- |
| 1                | Brasil           |                  |                  |                  |
| 2                | China            |                  |                  |                  |
| 3                | Argentina        |                  |                  |                  |
| Fuente: IPC.     |                  |                  |                  |                  |

#### 4.osen Londres 2012
Los Murciélagos salieron cuartos en los Juegos Paralímpicos de Londres 2012, obteniendo diploma paralímpico. El equipo estuvo integrado por Federico Accardi, Guido Consoni, Ángel Deldo, Darío Lencina, Froilán Padilla, Marcelo Panizza, David Peralta, Lucas Rodríguez, Luis Sacayán y Silvio Velo (c).
Argentina le ganó a Irán 2-0, empató con Gran Bretaña sin goles y volvió a empatar con España sin goles, clasificando segunda en su grupo, por diferencia de gol con el primero, que resultó España.
En la semifinal Los Murciélagos empataron con Brasil 0-0, perdiendo en el desempate por penales. En el partido por la medalla de bronce, volvieron a empatar sin goles, esta vez con España, y volvieron a perder por penales, finalizando así en el cuarto lugar.

#### Bronce en Río de Janeiro 2016
Los Murciélagos obtuvieron la medalla de bronce al vencer a China 1-0, luego de que el partido por el tercer puesto terminara empatado sin goles y se definiera con penales. El equipo estuvo integrado por Federico Accardi (B1), Ángel Deldo (B1), Maximiliano Espinillo (B1), Darío Lencina (arquero), Germán Muleck (arquero), Froilán Padilla (B1), David Peralta (B1), Lucas Rodríguez (B1), Nicolás Véliz (B1) y Silvio Velo (c, B1). El entrenador fue Martín Demonte y el llamador o guía fue Germán Márquez.
Clasificaron a los Juegos ocho países, divididos en dos grupos clasificatorios. El Grupo A estuvo integrado por  Brasil, Irán, Marruecos y Turquía, y el Grupo B estuvo integrado por Argentina, China, España y México.
Los Murciélagos clasificaron primeros en su grupo luego de vencer a México 2-0 (Espinillo y Velo), a España 1-0 (Véliz) y a China en el desempate por finalizar sin goles, en el que el arquero Muleck atajó dos penales, mientras  Espinillo y Véliz convirtieron los suyos.
En semifinales Los Murciélagos debieron jugar contra Irán, sorpresa del torneo, que había clasificado segundo invicto en el Grupo A, luego de empatar con el local y favorito Brasil. Argentina dominó ampliamente, registrando en el partido ocho tiros al arco contra ninguno de Irán y una posesión de pelota del 63%, pero no pudo convertir goles. En el desempate Irán convirtió dos penales, contra sólo uno de Argentina, obteniendo el pase a la final.
Por la medalla de bronce debieron jugar nuevamente Argentina y China, ambos países potencias mundiales en el fútbol para ciegos. El partido fue parejo, con un leve predominio de Argentina que pateó 5 tiros al arco, contra 3 de China y tuvo un 53% de posesión. Como había sucedido en el grupo clasificatorio, empataron sin goles y nuevamente fue preciso recurrir a los penales de desempate. La figura fue el arquero argentino Germán Mulek, que atajó los tres penales, mientras que Espinillo le dio el gol de diferencia a los Murciélagos al convertir el suyo.
| Fútbol 5 Masculino                    | Fútbol 5 Masculino | Fútbol 5 Masculino | Fútbol 5 Masculino | Fútbol 5 Masculino |
|                                       | País               |                    |                    |                    |
| ------------------------------------- | ------------------ | ------------------ | ------------------ | ------------------ |
| 1                                     | Brasil             |                    |                    |                    |
| 2                                     | Irán               |                    |                    |                    |
| 3                                     | Argentina          |                    |                    |                    |
| Fuente: Página oficial de los Juegos. |                    |                    |                    |                    |

### Campeonatos mundiales

#### Subcampeón en 1998
La selección argentina salió subcampeona del mundo en el I Campeonato Mundial de Fútbol para Ciegos que se jugó en Campinas, Brasil.
Argentina formó parte del Grupo B, empatando con España 0-0 y ganándole a Gran Bretaña 3-1. En la semifinal venció a Colombia 1-0, jugando la final contra Brasil, que ganó 1-0.

#### Subcampeón en 2000
En 2000 Los Murciélagos volvieron a salir subcampeona en el II Campeonato Mundial de Fútbol para Ciegos que se jugó en Jerez de la Frontera, España.
Argentina clasificó primera en el Grupo A, ganándole a España 2-1, a Corea del Sur 3-0 y empatando con Paraguay 0-0. En la semifinal venció a Grecia 2-0, jugando la final nuevamente contra Brasil, que ganó 4-0.

#### Campeón en 2002
En 2002 Los Murciélagos se consagraron por primera vez campeones del mundo, ganando todos los partidos, en el III Campeonato Mundial de Fútbol para Ciegos jugado en Río de Janeiro, Brasil. El equipo estuvo integrado por Gonzalo Abbas Hachache, Diego Cerega, Eduardo Díaz, Iván Figueroa, Darío Lencina, Manuel Miño, Antonio Mendoza, Oscar Moreno, Lucas Rodríguez y Silvio Velo (c).
Argentina clasificó primera en el Grupo 1, ganándole a Grecia 1-0, a Francia 1-0 y Paraguay 4-1. En la semifinal venció a Colombia 5-0, jugando la final contra España, venciendo por 4-2.

#### Bicampeón en 2006
Argentina repitió el título mundial en el IV Campeonato Mundial de Fútbol para Ciegos jugado en Buenos Aires, Argentina. Entre los integrantes del seleccionado se encontraban: Gonzalo Abbas Hachaché, Antonio Mendoza, Oscar Moreno, Gustavo Maidana, Lucas Rodríguez, Silvio Velo, Diego Cerega e Iván Figueroa.
Argentina clasificó primera en el Grupo B, empatando con España 1-1 (con goles de Lucas Rodríguez y Rosado), a Corea del Sur 5-0 (Velo [2], Rodríguez, Maidana, Figueroa) y a Inglaterra 2-0. En la semifinal venció a Paraguay 3-1 (Velo [2], Rodríguez). Los Murciélagos vencieron a Brasil en la final, 1-0, con gol de Velo.

#### Tricampeón en 2023
Los Murciélagos se coronaron por tercera vez campeones mundiales, en el VIII Campeonato Mundial de Fútbol para Ciegos de Birmingham, Inglaterra, que se disputó en el marco de los Juegos Mundiales. El equipo nacional estuvo integrado por: Germán Muleck, Ángel Deldo, Coqui Padilla, Junior Fernándes, Maximiliano Espinillo, Darío Lencina, Nahuel Heredia, Ignacio Oviedo, Matias Olivera e Braian Pereyra. El cuerpo técnico tricampeón del mundo estuvo integrado por Claudio Falco (DT), Agustín Rojas (Asistente 1), Marcelo Gonzalez (Guia/llamador), Gabriel Scaglione (PF), Lorenzo Ruiz (Kinesiólogo), Alejandro Rocha (Entrenador Arqueros) y Emanuel Rebecchi (PF).
Argentina clasificó como segunda del Grupo A, tras empatar 0-0 con China y Inglaterra consecutivamente, y ganarle 2-0 a Alemania (Espinillo [2]). En cuartos de final le gana 1-0 a Italia (Espinillo), para que en la semifinal le gane 3-1 a Colombia (Espinillo [3]), y así clasificarse nuevamente hacia la final empatando 0-0 con China en tiempo regular y ganando 2-1 por penales (Oviedo y Heredia).

### Juegos Mundiales para Ciegos (IBSA)

#### Medalla de oro en 2015 (Seúl)
El seleccionado argentino obtuvo la medalla de oro en la competencia de fútbol 5 en los Juegos Mundiales IBSA para Ciegos de Corea del Sur 2015. Rodríguez resultó decisivo para el triunfo argentino, debido a que convirtió el gol del empate en la final contra Gran Bretaña, cuando Los Murciélagos perdían 1-0 y sólo faltaban 37 segundos para la finalización del partido. Inmediatamente después Argentina marcaría un nuevo gol faltando 7 segundos y consagrándose campeón.
La integración del equipo fue la siguiente: los arqueros Darío Lencina (Estudiantes de La Plata) y Germán Muleck (Rosell de San Isidro); los futbolistas ciegos fueron Froilán Padilla y Federico Accardi (Godoy Cruz Uniredes de Mendoza), Ángel Deldo (ACHADEC de Resistencia), Lucas Rodríguez y Nicolás Véliz (Municipalidad de Córdoba), David Peralta (Estudiantes de La Plata), Iván Figueroa (UCASE de Santiago del Estero) y Maximiliano Espinillo (MEDEA de Córdoba).
Argentina venció 4-0 a Rusia en el primer partido, con tres goles de Véliz y uno de Acardi. Luego le ganó a España con un gol de Espinillo. En el último partido de la etapa clasificatoria derrotó a Turquía con dos golpes de Figueroa. Argentina ganó 2-1 el partido final contra Gran Bretaña, dando vuelta el encuentro con dos goles sucesivos de Rodríguez y Véliz en los últimos segundos.
| Fútbol 5 Varones | Fútbol 5 Varones | Fútbol 5 Varones | Fútbol 5 Varones | Fútbol 5 Varones |
|                  | País             |                  |                  |                  |
| ---------------- | ---------------- | ---------------- | ---------------- | ---------------- |
| 1                | Argentina        |                  |                  |                  |
| 2                | Reino Unido      |                  |                  |                  |
| 3                | España           |                  |                  |                  |
| Fuente: Clarín.  |                  |                  |                  |                  |

### Torneos continentales

#### Plata en los Juegos Parapanamericanos de 2007
Los Murciélagos ganaron la medalla de plata en los Juegos Parapanamericanos de 2007 realizados en Río de Janeiro. El equipo estuvo integrado por Gonzalo Abbas Hachache, Oscar Moreno, Eduardo Díaz, Silvio Velo (c), Diego Cerega, Iván Figueroa, Lucas Rodríguez, José Jiménez, Gustavo Maidana y Darío Lencina.
El torneo fue disputado en un solo grupo de cinco equipos. Argentina perdió con Brasil 0-2, empató con Paraguay 2-2, venció a Colombia 2-0 y a Chile 7-0. Con esos resultados clasificó segundo por diferencia de gol y disputó la final con Brasil, perdiendo 1-0.

#### Subcampeón de la Copa América 2009
Los Murciélagos salieron subcampeones de la Copa América organizado por la IBSA en Buenos Aires en 2009. El equipo argentino estuvo integrado por: Darío Lencina, Eduardo Díaz, Gustavo Maidana, Lucas Rodríguez y Silvio Velo. Luego ingresaron: Iván Figueroa y David Peralta. DT: Martín Demonte.
En la ronda preliminar Argentina clasificó a semifinales luego de ganar 2-0 a Paraguay, empatar 0-0 con Colombia, vencer 6-0 a Perú, ganarle 1-0 a Brasil y empatar 0-0 con Uruguay. En la semifinal Los Murciélagos vencieron a Colombia en el desempate por penales (3-1). En la final Argentina perdió con Brasil 2-0.

#### Plata en los Juegos Parapanamericanos de 2011
Los Murciélagos ganaron la medalla de plata en los Juegos Parapanamericanos de 2011 realizados en Guadalajara. El equipo tuvo la siguiente formación: Darío Lencina, Ángel Deldo, Froilán Padilla, Federico Accardi, Silvio Velo, Iván Figueroa, Luis Sacayan, David Peralta, Gustavo Maidana y Guido Consoni.
El torneo fue disputado con una ronda preliminar en un solo grupo de seis equipos en la que Argentina le ganó a Brasil (1-0), a Colombia (1-0), empató con México (1-1), le ganó a Uruguay (1-0) y a Estados Unidos (12-0). Con esos resultados clasificó directamente a la final, que disputó con Brasil, perdiendo 0-1 en tiempo suplementario.

#### Subcampeón de la Copa América 2013
Los Murciélagos salieron subcampeones de la VIII Copa América organizado por la IBSA en Santa Fe en 2013. El equipo formó con Darío Lencina (arquero), Germán Muleck (arquero), Federico Accardi, Ángel Deldo, Claudio Monzón, Froilán Padilla, David Peralta, Lucas Rodríguez y Silvio Velo (c).
En la ronda preliminar Argentina clasificó a semifinales luego de ganar 5-0 a Chile con goles de Peralta (2), Padilla (2) y Velo.. En la segunda fecha venció 4-0 a Uruguay (Velo [2], Padilla y Monzón). En la tercera fecha derrotó 2-0 a México (Velo y Peralta). En la cuarta fecha venció a Perú 6-0 (Monzón [2], Padilla, Peralta, Accardi y Rodríguez). En la quinta fecha empató con Paraguay sin tantos. En la sexta fecha venció a Colombia 1-0 (Peralta).
En la final, empató con Brasil sin goles, perdiendo la copa en el desempate por penales 3-2. Argentina mantuvo el arco invicto.

#### Plata en los Juegos Parapanamericanos de 2015
Los Murciélagos que volvieron a ganar la medalla de plata en los Juegos Parapanamericanos de 2015 realizados en Toronto. El equipo estuvo integrado por Darío Lencina, Ángel Deldo, Federico Accardi, Froilán Padilla, Silvio Velo (c), Lucas Rodríguez, David Peralta, Nicolás Véliz, Germán Muleck y Maximiliano Espinillo.
El torneo fue disputado con una ronda preliminar en un solo grupo de seis equipos, donde Argentina empató con Brasil 0-0, venció a Colombia 3-0, venció a México 4-0, venció a Uruguay 4-0 y venció a Chile 2-0. Con esos resultados clasificó directamente a la final en la que perdió con Brasil 1-2.

#### Copa América 2017
La selección argentina se consagró campeón de la Copa América que se disputó en Santiago de Chile, en diciembre de 2017, al vencer en la final a Brasil en definición por penales 2 a 1, luego de igualar sin goles en los 40 minutos regulares. Los Murciélagos sumaron en el torneo 17 tantos a favor y uno en contra, en seis partidos. 
La selección argentina formó con Germán Muleck; Froilán Padilla, Federico Accardi, Ángel Deldo y David Peralta. Promediando el encuentro ingresaron Lucas Rodríguez, Nicolás Véliz, Maximiliano Espinillo y Silvio Velo, mientras que no entró el arquero suplente Darío Lencina.

## Estadísticas

### Campeonato Mundial
| Edición             | Resultado      | Posición | PJ | PG | PE | PP | GF | GC | Dif. | Pts. | Rend.  |
| ------------------- | -------------- | -------- | -- | -- | -- | -- | -- | -- | ---- | ---- | ------ |
| Campinhas 1998      | Subcampeón     | 2°       | 4  | 2  | 1  | 1  | 4  | 2  | +2   | 7    | 58,33% |
| Jerez 2000          | Subcampeón     | 2°       | 5  | 3  | 1  | 1  | 7  | 5  | +2   | 10   | 66,66% |
| Río de Janeiro 2002 | Campeón        | 1°       | 5  | 5  | 0  | 0  | 15 | 3  | +12  | 15   | 100%   |
| Buenos Aires 2006   | Campeón        | 1°       | 5  | 4  | 1  | 0  | 12 | 2  | +10  | 13   | 86,66% |
| Hereford 2010       | Fase de grupos | 7°       | 5  | 2  | 2  | 1  | 4  | 2  | +2   | 8    | 53,33% |
| Tokio 2014          | Subcampeón     | 2°       | 6  | 3  | 2  | 1  | 4  | 2  | +2   | 11   | 61,11% |
| Madrid 2018         | Subcampeón     | 2°       | 6  | 3  | 2  | 1  | 6  | 3  | +3   | 11   | 61,11% |
| Birmingham 2023     | Campeón        | 1°       | 6  | 3  | 3  | 0  | 6  | 1  | +5   | 12   | 66,66% |

### Juegos Mundiales
| Edición        | Resultado  | Posición | PJ | PG | PE | PP | GF | GC | Dif. | Pts. | Rend. |
| -------------- | ---------- | -------- | -- | -- | -- | -- | -- | -- | ---- | ---- | ----- |
| São Paulo 2007 | Subcampeón | 2°       | -  | -  | -  | -  | -  | -  | -    | -    | -     |
| Seúl 2015      | Campeón    | 1°       | 4  | 4  | 0  | 0  | 9  | 1  | +8   | 12   | 100%  |

### Copa América
| Edición             | Resultado     | Posición | PJ | PG | PE | PP | GF | GC | Dif. | Pts. | Rend.  |
| ------------------- | ------------- | -------- | -- | -- | -- | -- | -- | -- | ---- | ---- | ------ |
| Asunción 1997       | Subcampeón    | 2°       | -  | -  | -  | -  | -  | -  | -    | -    | -      |
| Buenos Aires 1999   | Campeón       | 1°       | -  | -  | -  | -  | -  | -  | -    | -    | -      |
| Campinhas 2001      | Subcampeón    | 2°       | -  | -  | -  | -  | -  | -  | -    | -    | -      |
| Bogotá 2003         | Tercer puesto | 3°       | -  | -  | -  | -  | -  | -  | -    | -    | -      |
| Río de Janeiro 2005 | Campeón       | 1°       | -  | -  | -  | -  | -  | -  | -    | -    | -      |
| Buenos Aires 2009   | Subcampeón    | 2°       | 7  | 3  | 3  | 1  | 9  | 2  | +7   | 12   | 57,14% |
| Santa Fe 2013       | Subcampeón    | 2°       | 7  | 5  | 2  | 0  | 12 | 0  | +12  | 17   | 80,95% |
| Santiago 2017       | Campeón       | 1°       | 6  | 3  | 3  | 0  | 17 | 1  | +16  | 11   | 66,66% |
| São Paulo 2019      | Subcampeón    | 2°       | 6  | 3  | 2  | 1  | 7  | 2  | +5   | 11   | 61,11% |
| Córdoba 2022        | Campeón       | 1°       | 5  | 3  | 1  | 1  | 11 | 2  | +9   | 10   | 66,66% |

### Juegos Paralímpicos
| Edición             | Resultado     | Posición | PJ | PG | PE | PP | GF | GC | Dif. | Pts. | Rend.  |
| ------------------- | ------------- | -------- | -- | -- | -- | -- | -- | -- | ---- | ---- | ------ |
| Atenas 2004         | Subcampeón    | 2°       | 5  | 4  | 0  | 1  | 10 | 4  | +6   | 12   | 80%    |
| Pekín 2008          | Tercer puesto | 3°       | 6  | 3  | 2  | 1  | 8  | 3  | +5   | 11   | 61,11% |
| Londres 2012        | Cuarto puesto | 4°       | 5  | 1  | 4  | 0  | 2  | 0  | +2   | 7    | 46,66% |
| Río de Janeiro 2016 | Tercer puesto | 3°       | 5  | 2  | 3  | 0  | 3  | 0  | +3   | 9    | 60%    |
| Tokio 2020          | Subcampeón    | 2°       | 5  | 4  | 0  | 1  | 9  | 2  | +7   | 12   | 80%    |
| París 2024          | Subcampeón    | 2°       | 5  | 1  | 4  | 0  | 2  | 1  | +1   | 7    | 46,66% |

### Juegos Parapanamericanos
| Edición             | Resultado     | Posición | PJ | PG | PE | PP | GF | GC | Dif. | Pts. | Rend.  |
| ------------------- | ------------- | -------- | -- | -- | -- | -- | -- | -- | ---- | ---- | ------ |
| Río de Janeiro 2007 | Subcampeón    | 2°       | 5  | 2  | 1  | 2  | 11 | 5  | +6   | 7    | 46,66% |
| Guadalajara 2011    | Subcampeón    | 2°       | 6  | 4  | 1  | 1  | 16 | 2  | +14  | 13   | 72,22% |
| Toronto 2015        | Subcampeón    | 2°       | 6  | 4  | 1  | 1  | 13 | 2  | +11  | 13   | 72,22% |
| Lima 2019           | Subcampeón    | 2°       | 6  | 4  | 1  | 1  | 7  | 2  | +5   | 13   | 72,22% |
| Santiago 2023       | Tercer puesto | 3°       | 6  | 5  | 0  | 1  | 10 | 1  | +9   | 15   | 83,33% |

### World Grand Prix
| Edición        | Resultado      | Posición | PJ | PG | PE | PP | GF | GC | Dif. | Pts. | Rend.  |
| -------------- | -------------- | -------- | -- | -- | -- | -- | -- | -- | ---- | ---- | ------ |
| Tokio 2018     | Campeón        | 1°       | 3  | 2  | 1  | 0  | 8  | 0  | +8   | 7    | 77,77% |
| Tokio 2019     | Campeón        | 1°       | 5  | 5  | 0  | 0  | 11 | 1  | +10  | 15   | 100%   |
| Tokio 2021     | Campeón        | 1°       | 5  | 4  | 1  | 0  | 8  | 3  | +5   | 13   | 86,66% |
| Puebla 2022    | Subcampeón     | 2°       | 5  | 3  | 2  | 0  | 9  | 1  | +8   | 11   | 73,33% |
| São Paulo 2023 | Tercer puesto  | 3°       | 5  | 3  | 2  | 0  | 9  | 2  | +7   | 11   | 73,33% |
| París 2024     | Fase de grupos | 5°       | 5  | 1  | 3  | 1  | 3  | 4  | -1   | 6    | 40%    |

## Palmarés

### Títulos
| Competición             | Títulos                    | Subtítulos                       | Tercer puesto  |
| ----------------------- | -------------------------- | -------------------------------- | -------------- |
| Campeonato Mundial IBSA | 3 (2002, 2006, 2023)       | 4 (1998, 2000, 2014, 2018)       | -              |
| Copa América IBSA       | 4 (1999, 2005, 2017, 2022) | 5 (1997, 2001, 2009, 2013, 2019) | 1 (2003)       |
| Juegos Mundiales IBSA   | 1 (2015)                   | 1 (2007)                         | -              |
| Juegos Paralímpicos     | -                          | 3 (2004, 2020, 2024)             | 2 (2008, 2016) |

### Cronología de los títulos
| Sede          | Torneo             | Año  | N.º  |
| ------------- | ------------------ | ---- | ---- |
| Argentina     | Copa América       | 1999 | 1.º  |
| Brasil        | Campeonato Mundial | 2002 | 2.º  |
| Brasil        | Copa América       | 2005 | 3.º  |
| Argentina     | Campeonato Mundial | 2006 | 4.º  |
| Corea del Sur | Juegos Mundiales   | 2015 | 5.º  |
| Chile         | Copa América       | 2017 | 6.º  |
| Japón         | Grand Prix Mundial | 2018 | 7.º  |
| Japón         | Grand Prix Mundial | 2019 | 8.º  |
| Japón         | Grand Prix Mundial | 2021 | 9.º  |
| Argentina     | Copa América       | 2022 | 10.º |
| Inglaterra    | Campeonato Mundial | 2023 | 11.º |

### Premios y distinciones
| Premio                    | Año  |
| ------------------------- | ---- |
| Premio Konex de Platino   | 2010 |
| Jorge Newbery de Oro      | 2006 |
| Jorge Newbery de Plata    | 2006 |
| Mención especial Olimpia  | 2006 |
| Jorge Newbery de Plata    | 2004 |
| Revelación Premios Clarín | 2002 |

## Exhibiciones
Los Murciélagos realizan exhibiciones ante equipos reconocidos de distintos deportes, que generalmente consisten en hacer jugar a aquellos equipos con los ojos tapados. Algunos de los grupos que participaron de esta experiencia son:
- Las Leonas
- Los Pumas
- Selección de fútbol de Argentina